# Vatroslav Kolander
Vatroslav Kolander (Varaždin, 31. svibnja 1848. – Zagreb, 10. travnja 1912.), hrvatski skladatelj i orguljaš.
Bio je od 1875. do kraja života orguljaš u zagrebačkoj prvostolnici. Radio je jedno vrijeme u Hrvatskom glazbenom zavodu i kao učitelj glasovira., a poslije je otvorio vlastitu glasovirsku školu. 
U svojoj skladateljskoj karijeri je pisao je djela za orgulje, zbor, orkestar i glasovir. 
Na polju glazbene pedagogije odgaja povelik broj pijanista i orguljaša. 
Začetnikom je Cecilijanskoga pokreta u Hrvatskoj. 